# CD San Luis de Quillota
Der Club Deportivo San Luis ist ein chilenischer Fußballverein aus Quillota. Der Verein wurde 1919 gegründet und trägt seine Heimspiele im Estadio Municipal Lucio Fariña Fernández aus, das Platz für 7.680 Zuschauer bietet. San Luis de Quillota spielt derzeit in der Primera División B, der zweithöchsten Spielklasse in Chile.

## Geschichte
Der Verein Club Deportivo San Luis wurde am 8. Dezember 1919 in der Stadt Quillota, mit heutzutage etwas weniger als 70.000 Einwohnern in der Región de Valparaíso im Zentrum Chiles gelegen, gegründet. Gründungsväter waren eine Gruppe von Studenten der hiesigen Universität. Auch der Name des neu gegründeten Klubs leitet sich aus dieser Hochschule ab, er kommt vom Gründer des Uni, vom Religiösen Bruder Luis. 
Die ersten Jahrzehnte seines Bestehens verbrachte San Luis de Quillota eher als Amateurtruppe der Universität in den tieferen Spielklassen des chilenischen Vereinsfußballs. Erst im Jahr 1955 gelang durch einen ersten Platz in der Primera B mit einem Zähler Vorsprung auf Unión La Calera der erstmalige Sprung in die Primera División, Chiles erste Fußballliga. Dort konnte man sich im ersten Jahr mit Platz zwölf den Klassenerhalt sichern. Im Jahr darauf wurde man allerdings mit nur siebzehn Punkten aus 26 Partien Tabellenletzter und stieg wieder in die zweite Liga ab. Diese dominierte San Luis de Quillota dann allerdings und rangierte nach dem Ende aller Spieltage mit sechs Punkten Vorsprung auf Santiago Morning auf dem ersten Platz. Damit war die direkte Rückkehr in die Primera División sichergestellt. Zurück in der ersten Liga, vermochte es der Verein, sich dort neun Jahre lang aufzuhalten, was die längste Periode von Erstklassigkeit in der Vereinsgeschichte darstellt. Von 1959 bis 1967 spielte San Luis de Quillota ununterbrochen in der Primera División und erzielte gleich im ersten Jahr mit Platz zehn seine beste Platzierung überhaupt in der höchsten chilenischen Spielklasse. Danach war aber Jahr für Jahr Abstiegskampf in Quillota angesagt, aus dem der Verein auch lange Zeit erfolgreich hervorging. Erst 1967 musste wieder der Gang zurück in die Zweitklassigkeit angetreten werden. Man wurde Letzter in der Primera División, einen Punkt hinter Unión La Calera und stieg ab. 
Ab 1968 setzte sich San Luis de Quillota in der Primera B fest und konnte erst 1980 wieder den Aufstieg in die Primera División schaffen. Allerdings folgte gleich nach einem Jahr wieder der Abstieg in die zweite Liga. Von 1984 bis 1987 hatte der Klub dann nochmal vier Jahre Erstklassigkeit, die für lange Zeit die letzte Periode der Mannschaft in der Primera División darstellen sollten. 1986 gelang mit Platz zehn auch die Einstellung des 1959 aufgestellten Platzierungsrekordes in der ersten Liga. Ein Jahr später spielte San Luis de Quillota allerdings eine miserable Saison und holte in dreißig Spielen gerade einmal magere vierzehn Zähler, was mit einem Abstand von elf Punkten zu den Rangers de Talca eindeutig den letzten Platz und damit den Abstieg aus der Primera División bedeutete. 
Von diesem Abstieg erholte sich San Luis de Quillota nur so langsam. Es folgten für den Verein lange Jahre nicht nur in der Primera B, sondern auch in der dritt-, viert- und sogar fünfthöchsten Spielklasse in Chile. Erst 2009 gelang der Wiederaufstieg in die Primera División. In Relegationsspielen setzte sich San Luis gegen Ligakonkurrent CD Santiago Wanderers durch und stellte nach 23 Jahren die Rückkehr aufs höchste Level des chilenischen Vereinsfußballs sicher. Dort konnte das Team jedoch nicht überzeugen und stieg nach nur einem Jahr wieder ab. Nur 24 Punkte holte San Luis in dieser Saison. Damit fehlten schon zehn Zähler zum Vorletzten Everton de Viña del Mar. Bis 2014/15 spielte San Luis de Quillota in der Primera División B, Chiles zweiter Fußballliga.
2015 gelang der erneute Aufstieg in die Primera División. Mit insgesamt 81 Punkten holte San Luis souverän seine fünfte Zweitligameisterschaft. Während das Team in der Saison 2015/16 mit dem punktgleichen Absteiger San Marcos de Arica nur aufgrund des besseren Torverhältnis entging, gelang San Luis in der nächsten Saison ein siebter Platz sowie in der verkürzten Übergangssaison 2017 ein neunter Platz. 2018 konnte San Luis die Erfolge der Vorsaisons nicht wiederholen und stieg als Tabellenletzter ab. Seitdem spielt das Team in der Primera División B.

## Erfolge
- Chilenische Zweitligameisterschaft: 5× (1955, 1958, 1980, 2009 C, 2014/2015)

- Chilenische Viertligameisterschaft: 1× (2003)

## Trainer
- Francisco Valdés (1990)

## Spieler
- Adolfo Nef, Rekordspieler der höchsten chilenischen Fußballliga und WM-Teilnehmer von 1974, spielte die meiste Zeit für Universidad de Chile und Colo-Colo, 1987 Karriereausklang mit 41 Jahren bei San Luis de Quillota
- Manuel Neira, Teilnehmer an der Fußball-Weltmeisterschaft 1998 und Akteur von Colo-Colo, Everton oder UD Las Palmas in Spanien, 2011 zum Ende seiner Karriere ein Jahr bei San Luis de Quillota
- Máximo Rolón, mehrfacher Nationalspieler von Paraguay, spielte während seiner Laufbahn für diverse Vereine in mehreren südamerikanischen Ländern, 1960 ein Jahr bei San Luis de Quillota unter Vertrag
- Humberto Suazo, vielfacher chilenischer Internationaler und Teilnehmer an der Weltmeisterschaft 2010, spielt derzeit bei CF Monterrey in Mexiko, zuvor von 2003 bis 2004 vierzig Tore in vierzig Spielen für San Luis
- Jorge Francisco Vargas, 38-facher Nationalspieler von Chile, lange bei Universidad Católica oder in der Serie A für Reggina Calcio oder den AS Livorno, 2010 ein Jahr bei San Luis de Quillota
- Patricio Yáñez, chilenischer WM-Teilnehmer von 1982, begann seine Laufbahn in der Jugend von San Luis de Quillota, später bei Universidad de Chile und Colo-Colo sowie in Spanien aktiv